# Ladue
Ne doit pas être confondu avec La Due.
Ladue est une ville du Missouri, dans le Comté de Saint-Louis, aux États-Unis.